# جيمس ميلنر
جيمس فيليب ميلنر (بالإنجليزية: James Philip Milner؛ مواليد 4 يناير 1986)، هو لاعب كرة قدم إنجليزي يلعب مع نادي برايتون أند هوف ألبيون في الدوري الإنجليزي الممتاز حيث يجيد اللعب في مركز الوسط كما أنه لاعب متعدد المراكز يمكنه اللعب ك‍ظهير او ك‍جناح.

## النشأة
ولد في وورتلي، ليدز، لعب ميلنر معظم طفولته في كرة القدم في مدرسة ويستبروك الابتدائية في هورسفورث. تلقى تعليمه لاحقًا في مدرسة هورسفورث. غرايم كولسون، وهو مدرب من راودون، غرب يوركشير، اعترف بموهبة ميلنر وأقنعه باللعب مع نادي راودون في عدة بطولات، بما في ذلك بطولة في راودون ميدوز، حيث سجل ميلنر أربعة أهداف في فوزهم بالنهائي.
وُصف ميلنر بأنه طالب من الدرجة الأولى في مدرسته؛ حيث غادر المدرسة مع 11 شهادة للتعليم الثانوي وجائزة لأدائه في التربية البدنية.
لعب ميلنر مع فريق الكريكيت لمدارس يوركشاير، وكان أفضل لاعب في مدرسته لمدة ثلاث سنوات متتالية وكان بطل المنطقة لمسافة تزيد عن 100 متر لمدة عامين على التوالي. ثم أكمل دراسته في مدرسة بوسطن سبا، كانت مدرسة رياضية وكانت أيضًا شريكة لنادي كرة قدم.
كان ميلنر عاشق لنادي مسقط رأسه ليدز يونايتد منذ صغره. كانت أولى ذكرياته عن الفريق هي مشاهدته للفوز بكأس الاتحاد الإنجليزي للشباب في عام 1993. كان هو ووالديه، بيتر وليزلي، حاملي لتذكرة الموسم وهي تذكرة تسمح لهم بحضور كل مباريات الموسم للفريق على أرضهم وأصبح ميلنر لاحقًا جامع كرات للنادي.
عندما كان ميلنر يبلغ من العمر 10 سنوات، انضم إلى أكاديمية ليدز يونايتد بعد أن رصده كشاف الفريق أثناء اللعب لصالح ويستبروك جونيورز في هورسفورث. في الأكاديمية ، لعب ميلنر ضد معاصرين من أندية أخرى في إنجلترا الشمالية، بما في ذلك لاعب مانشستر يونايتد واين روني الذي كان شابًا. اتخذ ملنر قدوة له وهو اللاعب آلان سميث، الذي كان وقتها مهاجم ليدز يونايتد. يعتقد ميلنر أن اللعب مع سميث هو تحقيق لحلمه، وكان ميلنر يريد أن يفعل مثل ما كان فعله سميث وهو الدخول إلى الأكاديمية واللعب مع الفريق الأول. أحرز تقدمًا جيدًا في الأكاديمية، وبذلك تم اختيار ميلنر كمتدرب بعد التخرج من المدرسة. ومع ذلك، أصر والده على أن يحضر في الجامعة مرة واحدة في الأسبوع لمواصلة تعليمه.
واصل ميلنر التألق في فريق الشباب، ولعب لمنتخب إنجلترا تحت 15 وتحت 17 عامًا. ساعد فريق إنجلترا تحت 17 عامًا على الفوز بدورة الصيف 2002 على الصعيد الوطني ضد إيطاليا، جمهورية التشيك و‌البرازيل، وسجل هدفًا في مرمى البرازيل.

## مسيرته الكروية

### ليدز يونايتد
أول ظهور لميلنر مع فريق ليدز يونايتد جاء في 10 نوفمبر من عام 2002، في مباراة ضد فريق وست هام يونايتد، عندما جاء بديلُا للاعب جايسون ويلكوكس في أخر 6 دقائق من المباراة. جعله الظهور ثاني أصغر لاعب على الإطلاق يلعب في الدوري الإنجليزي الممتاز، بعمر 16 عامًا و 309 يومًا. في 26 ديسمبر 2002، في عمر 16 عامًا و 356 يومًا، حيث أصبح أصغر لاعب يسجل في تاريخ الدوري الإنجليزي الممتاز، بهدف في الفوز حيث انتهت المباراة 2-1 لصالح ليدز ضد نادي سندرلاند.
حُطم رقمه القياسي بواسطة اللاعب جايمس فاغان في الذي كان يلعب ل‍نادي إيفرتون في عام 2005.
في مباراة ضد نادي تشيلسي بعد يومين، سجل ميلنر هدفًا أخرى، بلمسة أولى بارعة للكرة، من أجل تجنب تدخل من مدافع تشيلسي مارسيل ديسايي. سجل ميلنر هدف من تسديدة لولبية. أعجب الصحفيون بأدائه العام في المباراة، خاصةً حماسته وثقته وقدرته باللعب بكلتا قدميه. أشار المدير الفني ل‍نادي تشيلسي وقتها كلاوديو رانييري وهو يمدح ميلنر بعد المباراة إلى أن ميلنر أدى مثل لاعب أكثر خبرة.
أثار الأداء العالي لميلنر مقارنات مع لاعبي منتخب إنجلترا مثل مايكل أوين و‌واين روني، الذي برز أيضًا في كرة القدم عندما كان مراهقًا.
بعد المزيد من الظهور مع ليدز، وقع ميلنر عقدًا مدته خمس سنوات في 10 فبراير من عام 2003.
في بداية موسم 2003-2004، تم إرسال ميلنر لمدة شهر واحد كإعارة إلى دوري الإنجليزي الدرجة الثانية مع النادي سويندون تاون لاكتساب الخبرة كلاعب في الفريق الأول. قبل الإعارة، رأى ميلنر أنها تجربة قيمة كلاعب. أمضى شهرًا مع سويندون، حيث لعب في 6 مباريات وسجل هدفين ضد نادي بيتربورو يونايتد. ونادي لوتون تاون.
ومع ذلك، كانت ثروات ليدز في انخفاض. أصبح الفريق موضوع العديد من القصص السلبية في وسائل الإعلام لتفسير ما حدث، وتم بيع العديد من لاعبي الفريق الأول. قال ميلنر إنه يعتقد أن هذه التجربة جعلته أقوى عاطفياً وعلمته كيفية التعامل مع مشاكل الفريق.
أدى هبوط ليدز إلى الدوري الإنجليزي الدرجة الثانية إلى إثارة الشكوك حول مستقبل ميلنر في النادي. حيث أن نادي توتنهام هوتسبر، ونادي أستون فيلا ونادي إيفرتون أبدوا اهتمامهم بالتوقيع معه. في النهاية، لم يتقدم أستون فيلا ولا إيفرتون بعروض ورفض ميلنر عرضًا من توتنهام لأن النادي كان بعيدًا جدًا عن منزل عائلته، حيث لا يزال يعيش. أصر ليدز على أنه لن يتم بيعه مع رئيس النادي جيرالد كراسنر مشيرًا إليه على أنه «مستقبل ليدز». ومع ذلك، أجبرت المشكلات المالية في النهاية ليدز على بيع ميلنر إلى نادي نيوكاسل يونايتد مقابل 5 ملايين جنيه إسترليني. وفي يوليو 2004 وافق ميلنر على التوقيع على عقد مع نيوكاسل تصل مدته إلى 5 سنوات.

### نيوكاسل يونايتد

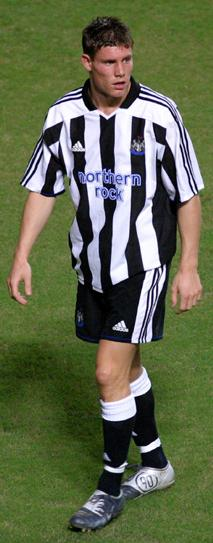
ميلنر برفقة نادي نيوكاسل يونايتد عام 2004

ظهر ميلنر لأول مرة مع نادي نيوكاسل يونايتد خلال جولة ما قبل بداية الموسم في آسيا، وسجل هدفه الأول للنادي في مباراة التعادل 1–1 ضد نادي كيتشي، في هونغ كونغ.
خلال هذه الجولة، انتهز الفرصة ليرى كيف تعامل مهاجم نيوكاسل آلان شيرر مع اهتمام المعجبين ووسائل الإعلام له وقال إن ارتباطه بأشخاص مثل شيرر أعطاه فكرة أفضل عن كيفية التعامل مع وسائل الإعلام.
جاءت أول مباراة لميلنر في الدوري الإنجليزي الممتاز مع نيوكاسل ضد نادي ميدلزبره في 18 أغسطس من عام 2004، حيث لعب على يمين الملعب بمركز وسط جناح أيمن، على الرغم من تألقه على ناحية اليسرى عندنا كان يلعب لصالح ليدز يونايتد. عندما سُئل عن هذا بعد المباراة، قال ميلنر لم يكن يفضل المركز الذي لعب فيه على أرض الملعب.
بعد شهر، ظهر لأول مرة في مباراة على مستوى قارة أوروبا، عندما لعب نيوكاسل في الدوري الأوروبي، بعد أن حل بديلاً للاعب شولا أميوبي في مباراة فازت فيه نيوكاسل يونايتد 2-0.
في نفس الشهر، سجل هدفه الأول في بطولة رسمية للنادي، أيضًا كبديل، في الفوز 3-1 ضد وست بروميتش.
تغير الوضع بالنسبة لميلنر بعد إقالة المدير الفني لنيوكاسل بوبي روبسون، الذي اعتبره ميلنر معلمه، وحل محله غرايم سونيس.
تحت قيادة سونيس، بدأ 13 مباراة في الدوري، لكنه لم يلعب أول مباراة كاملة له في الدوري الإنجليزي الممتاز مع نيوكاسل حتى أبريل 2005. قال ميلنر إنه محبط لعدم الاعتماد عليه في تشكيلات البداية للمبارايات لمعظم الموسم.
في بداية موسم 2005-2006، سجل ميلنر في فوز نيوكاسل 3-1 خارج أرضه على نادي دوبنيكا السولوفيكي في كأس إنترتوتو، وصنع أيضًا لألان شيرر الهدف الثالث للفريق.

#### إعارة لأستون فيلا
بند في شراء نيوكاسل للاعب نولبيرتو سولانو من أستون فيلا أدى إلى إعارة ميلنر إلى نادي أستون فيلا لبقية الموسم. كان المدير الفني لأستون فيلا وقتها ديفيد أوليري، الذي كان مدرب ميلنر في ليدز يونايتد، سعيدًا بقدوم ميلنر بعد هذه الصفقة، قائلاً إنه يعتقد أن فيلا قامت بأفضل صفقة وأنها ستكون مهمة لهم وانه يأمل في تحسين ميلنر كلاعب.
ظهر لأول مرة مع أستون فيلا في 12 سبتمبر 2005 في مباراة بالدوري الإنجليزي الممتاز ضد نادي وست هام يونايتد.
بعد خمسة أيام، سجل هدفه الأول للنادي في تعادل 1-1 ضد توتنهام هوتسبر.
في مباراة في بطولة كأس رابطة الدوري الإنجليزي بعد أقل من أسبوع، ساعد فريقه على التعافي من التأخر 3-1 في نهاية الشوط الأول للفوز 8-3 ضد نادي ويكمب واندررز،  سجل هدفين في عودة الشوط الثاني.
طوال الموسم، كان ميلنر إيجابيًا تجاه فريقه.  وظل على ثقة من أن فيلا سوف تتعافى من البداية السيئة للموسم وأشاد بجودة الفريق.
كان يُنظر إلى صفقة ميلنر عمومًا على أنها الصفقة الإيجابية إيجابي في موسم كان كل شيء مخيباً للآمال لفريق أستون فيلا.
قال ميلنر إنه يود الانضمام إلى أستوت فيلا بشكل دائم بسبب احتمال أن يصبح لاعبًا عاديًا، لكنه قال إن احتمال حدوث ذلك خارج عن إرادته.
أكد المدير الفني ديفيد أوليري خلال الموسم أنه يرغب في انضمام ميلنر للنادي بشكل دائم، لكنه شكك في منحه الفرصة للتعاقد معه بشكل نهائي.
حتى أنه انسحب من التوقيع روبرت هوث حتى يكون لديه الأموال اللازمة للتوقيع مع ميلنر بشكل دائم إذا سنحت الفرصة.
بدا أن المدير الفني لنادي نيوكاسل المعين حديثًا غلين رويدر يقدر قدرة ميلنر أكثر من سونيس وأعرب عن رغبته في أن يظل لاعبًا لنيوكاسل.
هذا، بالإضافة إلى رحيل ديفيد أوليري ونقص أموال التحويل في نادي أستون فيلان، يعني أن صفقة توقيع ميلنر لأستون إحتمالها ضعيف جدًا.
في يونيو، أصبح الأمر أقل احتمالًا عندما رفض فيلا عرض ميلنر كجزء من صفقة غاريث باري.
وأخيرا، عادت الآمال لنادي أستون فيلا مرة أخرى لإبرام الصفقة عندما استولى الملياردير الأمريكي راندي ليرنر على فيلا، وتم تعيين مديرًا فنيًا جديدًا وهو مارتن أونيل.
وبدا أنه تم الاتفاق على الانتقال إلى فيلا، لكن في اللحظة الأخيرة استدعى نيوكاسل ميلنر وانهارت المحادثات.

#### العودة لنادي نيوكاسل

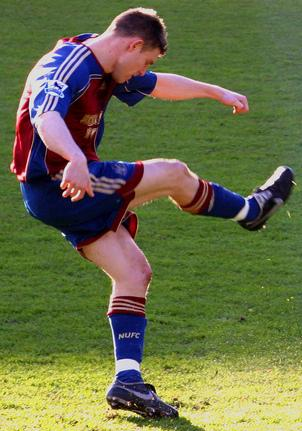
ميلنر يسدد ضربة حرة لنيوكاسل يونايتد عام 2007

كان لاعبو والمدير الفني لنيوكاسل جلين رويدر سعداء بعودة ميلنر في بداية موسم 2006-2007.
كان ميلنر لاعبًا أساسيًا في فريق نيوكاسل طوال الموسم.
حقق نيوكاسل بداية سيئة في الدوري موسم 2006-2007، ولكن في المنافسة الأوروبية، لعب ميلنر دورًا رئيسيًا في مساعدة نيوكاسل للوصول إلى دور الـ16 من الدوري الأوروبي.
بدأت الشائعات تنتشر بأنه سيتم بيعه خلال فترة الانتقالات الشتوية في يناير، على الرغم من أن كل من ميلنر ورويدر نفيا هذه الشائعات.
في 1 يناير 2007، سجل ميلنر هدفه الأول هذا الموسم بمباراة تعادل فيها 2–2 مع نادي مانشستر يونايتد. The goal came from a "stunning" shot from 25 يارد (23 م) away.
سجل هدفين آخرين خلال الأسابيع الثلاثة التالية، ضد ناظي برمنغهام سيتي ثم ضد نادي وست هام يونايتد.
خلال الموسم، أظهر ميلنر قدرته على اللعب بشكل مريح في مجموعة من المراكز المختلفة من خلال تسجيل الأهداف ووضعها بكلتا قدميه من كلا الجانبين.
نتيجة لذلك، وقع ميلنر عقدًا جديدًا مع نادي نيوكاسل في يناير، والذي ضمن مستقبله في النادي حتى عام 2011.
وقع عقدًا آخر لمدة أربع سنوات في مايو 2007، عندما تولى سام ألاردايس منصب المدير الفني لنادي نيوكاسل.
قال ميلنر في وقت لاحق من العام إنه سعيد بمستقبله في النادي وبمدربه الجديد، قائلاً إن الدورات التدريبية كانت «الأفضل منذ أن كنت هنا».
قال ألارديس خلال الموسم إن ميلنر كان حريصًا جدًا على اللعب، وأنه كان قلقًا من أنه «سيُنهك عقليًا وجسديًا».
نتيجة لذلك، لعب ميلنر بشكل أساسي كبديل في الجزء الأول من الموسم.
في أواخر أكتوبر، سجل ميلنر الهدف رقم 500 على أرضه لنيوكاسل في الدوري الإنجليزي الممتاز في الفوز 3-1 على نادي توتنهام.
جاء هدف الدوري الإنجليزي الممتاز الثاني لهذا الموسم بالصدفة في ديربي تاين وير ضد نادي سندرلاند من تسديدة كانت تهدف إلى عرضية.
أشاد ألارديس بميلنر خلال الموسم، قائلاً إنه «لاعب يتمتع بخبرة كبيرة في الدوري الإنجليزي الممتاز».
بعد غيابه عن آخر تسع مباريات بالموسم بسبب إصابة في القدم، ترددت شائعات في مايو 2008 أن ميلنر سيكون جزءًا من انتقال بين نادي نيوكاسل ونادي ليفربول.
على الرغم من بدء الموسم لنيوكاسل والتسجيل في فوز كأس الرابطة على نادي كوفنتري سيتي، فقد تم الكشف بعد المباراة أن ميلنر قد سلم طلب انتقال مكتوبًا في الأسبوع السابق.

### أستون فيلا

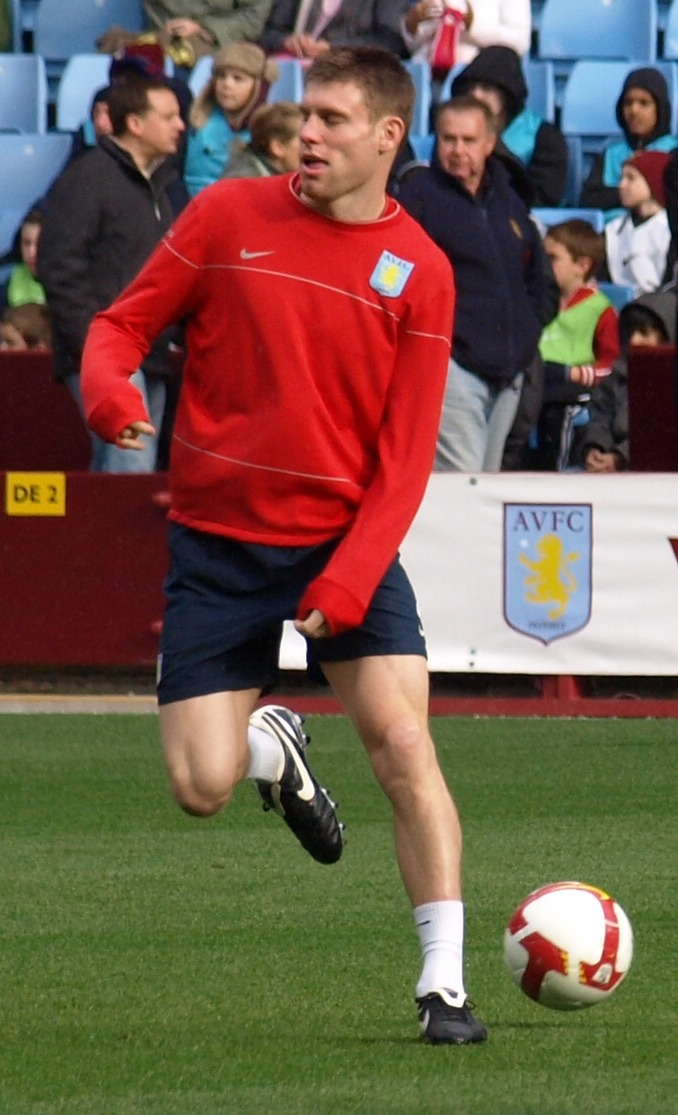
ميلنر يتدرب مع نادي أستون فيلا عام 2009

وقع ميلنر مع أستون فيلا في 29 أغسطس 2008 مقابل 12 مليون جنيه إسترليني، ووقع عقدًا لمدة أربع سنوات مع النادي.
ظهر ميلنر لأول مرة مع أستون فيلا في 31 أغسطس 2008 كبديل في الشوط الثاني ضد نادي ليفربول.
جاءت أهدافه الأولى في فترته الثانية في فيلا في الجولة الثالثة كأس الاتحاد الإنجليزي التعادل ضد نادي جيلينجهام ب‍ملعب بريستفيلد في 4 يناير 2009 في عيد ميلاده الثالث والعشرين، حيث سجل الهدفين من في الفوز 2-1 لأستون فيلا.
جاء هدف ميلنر الأول في الدوري الإنجليزي الممتاز في فترته الثانية في فيلا في 17 يناير 2009 في الفوز 2-1 على نادي سندرلاند وكان في ملعب الضوء.
في 7 فبراير 2009، تم تعيين ميلنر في تشكيلة المنتخب الإنجليزي لأول مرة، بعد سلسلة من مباريات مع النادي التي أثارت إعجاب مدرب إنجلترا فابيو كابيلو.
واصل ميلنر التألق، وفي 7 فبراير، سجل هدفه الثاني في الدوري هذا الموسم ضد نادي بلاكبيرن روفرز.  بعد ذلك جاء هدفخ من ركلة حرة من مسافة 25 ياردة على أرضه ضد نادي إيفرتون حيث عاد أستون فيلا من الخسارة 3-1 ليتعادل 3-3 في 12 أبريل.
وذكر أن الفترة التي قضاها في فيلا هي الفترة «الأكثر استقرارًا» في مسيرته حتى الآن، حيث لعب لثلاثة عشر مديرًا فنيًا على الرغم من كونه بعمر 23 فقط.
في بداية موسم 2009-2010، انتقل ميلنر إلى مركز خط الوسط بعد بيع قائد الفريق غاريث باري إلى نادي مانشستر سيتي.
في 28 فبراير 2010، سجل الهدف الافتتاحي في نهائي كأس الرابطة 2010 بتسديدة من ركلة جزاء. حيث خسرت أستون فيلا أمام مانشستر يونايتد بنتيجة 2-1.
أنهى ميلنر الموسم برصيد 12 هدفًا وحصل على لقب أفضل لاعب في أستون فيلا بتصويت الجماهير وأفضل لاعب شاب في العام في الدوري الإنجليزي.
في 19 مايو 2010، قدم نادي مانشستر سيتي عرضًا بقيمة 20 مليون جنيه إسترليني لميلنر والذي تم رفضه.
في 22 يوليو 2010، صرح مارتن أونيل، مدير الفيلا، أن ميلنر أبدى رغبته في مغادرة أستون فيلا إلى مانشستر سيتي، ولكن لن يتم بيعه إلا عند موافقة النادي على ذلك.
في 14 أغسطس، على الرغم من كونه على وشك الانتقال إلى مانشستر سيتي، لعب ميلنر في المباراة الأولى لأستون فيلا في بداية الموسم ضد وست هام يونايتد، وسجل الهدف الثالث لأستون فيلا.
تلقى ميلنر ترحيبا حارًا من الجماهير عندما تم استبداله قرب نهاية المباراة.

### مانشستر سيتي

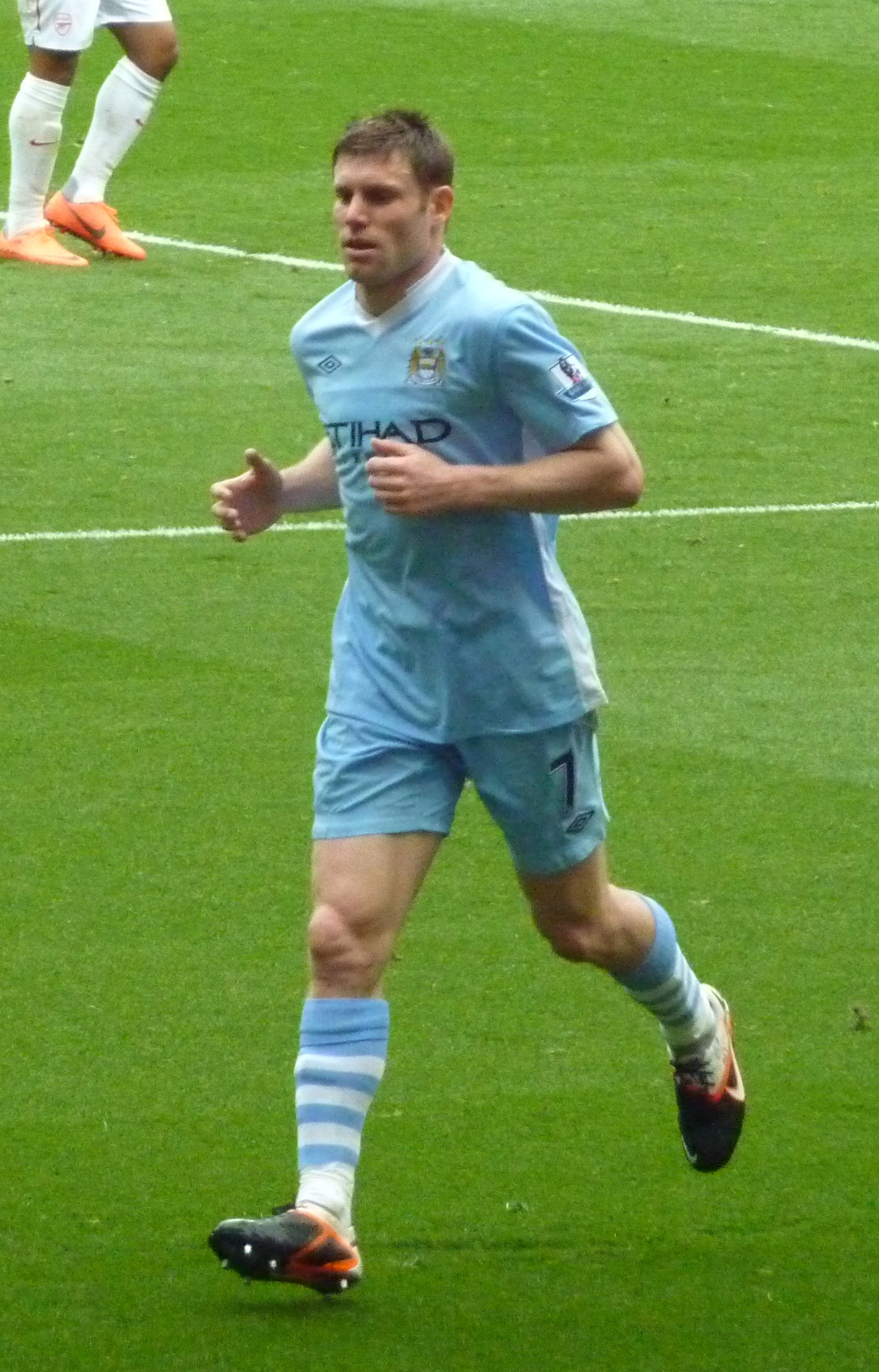
ميلنر يلعب مع مانشستر سيتي عام 2012

في 17 أغسطس 2010، وافق النادي أستون فيلا على الصفقة مع مانشستر سيتي لبيع ميلنر خاضعًا للفحص الطبي. ورد أن الصفقة بلغت قيمتها حوالي 26 مليون جنيه إسترليني، ويتضمن تبادل لاعب ستيفن آيرلند.
ظهر ميلنر لأول مرة مع السيتي في 23 أغسطس 2010 في فوز 3-0 على أرضه ضد نادي ليفربول، حيث صنع الهدف الأول لزميله السابق في نادي أستون فيلا جاريث باري.
سجل ميلنر هدفه الأول لمانشستر سيتي في بطولة رسمية في مباراة بالدور الثالث من كأس الاتحاد الإنجليزي ضد نادي ليستر سيتي والتي انتهت بالتعادل 2-2.
كانت مباراة ليستر هي بداية مباريات الكأس حيث شهدت وصول مانشستر سيتي إلى نهائي كأس الاتحاد الإنجليزي 2011.
كان ميلنر على مقاعد البدلاء عندما فاز مانشستر سيتي على نادي ستوك سيتي 1-0 ليفوز بكأس الاتحاد الإنجليزي حيث لم ميلنر هذه المباراة.
سجل ميلنر هدفه الأول في الدوري الإنجليزي الممتاز مع نادي مانشستر سيتي ضد نادي إيفرتون في 24 سبتمبر 2011.
بعد ذلك بمباراتين، سجل هدفه الثاني ضد ناديه السابق أستون فيلا بفوزه 4–1.
في الأسبوع التالي، كان لميلنر دور في تسجيل هدفين حيث فاز مانشستر سيتي في ديربي مانشستر في ملعب أولد ترافورد بنتيجة 6-1، مما تسبب في أكبر هزيمة لمانشستر يونايتد على أرضه منذ عام 1930.
على مدار موسم 2011-2012، لعب ميلنر 26 مباراة في الدوري الإنجليزي الممتاز حيث فاز مانشستر سيتي بلقب الدوري لأول مرة منذ 44 عامًا.
فاز ميلنر بأول بطولة في الدرع الإنجليزي وهي بطولة درع الاتحاد الإنجليزي لكرة القدم 2012 في أغسطس 2012، حيث فاز مانشستر سيتي على نادي تشيلسي ب‍ملعب فيلا بارك.
في 6 أكتوبر 2012، سجل ميلنر هدفه الأول في موسم 2012-2013 من ركلة حرة ليحقق الفوز 3-0 على نادي سندرلاند.
في 20 أكتوبر، حصل ميلنر على أول بطاقة حمراء في بطولة الدوري الإنجليزي الممتاز في فوز 2-1 على نادي وست بروميتش ألبيون.
في 13 يناير 2013، سجل الهدف الافتتاحي لسيتي في الفوز 2-0 خارج أرضه على نادي أرسنال، وهي المرة الأولى التي يسجل فيها لاعب من مانشستر سيتي هدفًا خارج أرضه في نادي أرسنال في الدوري منذ 2007 وأول فوز للسيتي في  الدوري ضد آرسنال منذ 1975.
في 8 أبريل، سجل في ديربي مانشستر حيث فاز سيتي على مانشستر يونايتد 2-1 على ملعب أولد ترافورد.
في 10 ديسمبر 2013، سجل ميلنر هدف الفوز في مباراة إنتهت 3-2 ضد حامل اللقب نادي بايرن ميونيخ في أليانز أرينا في بطولة دوري أبطال أوروبا، ليصبح أول لاعب إنجليزي يسجل لمانشستر سيتي في المسابقة ذلك الموسم.
سيشهد ذلك الموسم فوز ميلنر بأول ميدالية فائزة لكأس الرابطة للدوري ولقب ثاني من بطولة الدوري الإنجليزي.
جاءت مباراة ميلنر الأخيرة مع مانشستر سيتي في مايو 2015، بفوزه بنتيجة 2-0 على نادي ساوثهامبتون.

### ليفربول

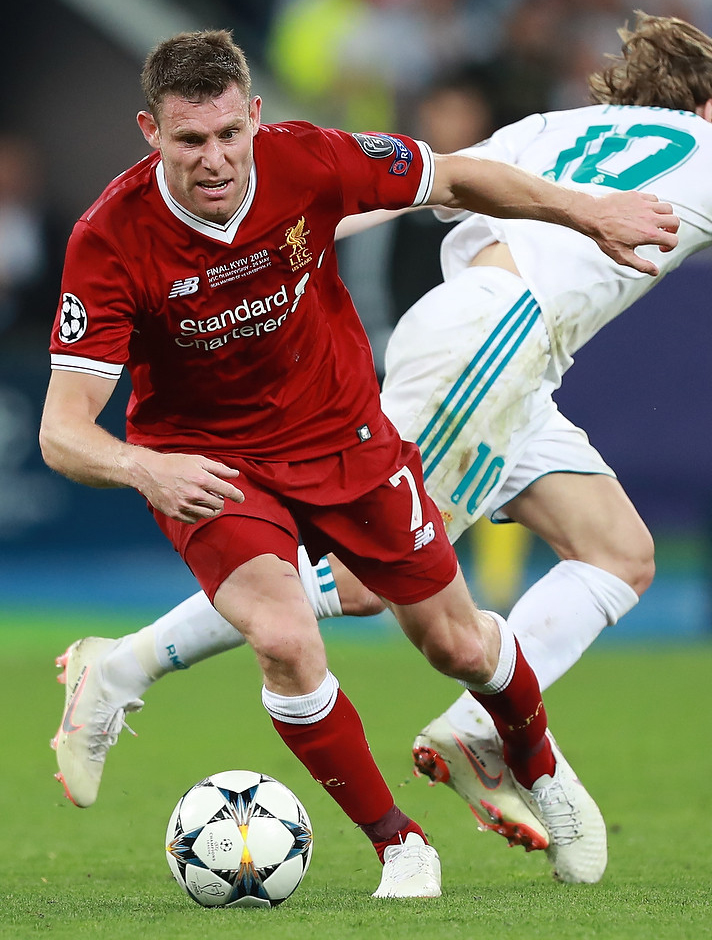
ميلنر يلعب مع ليفربول في مباراة نهائي دوري أبطال أوروبا 2018

في 4 يونيو 2015، وافق ميلنر على الانضمام إلى نادي ليفربول في انتقال مجاني من نادي مانشستر سيتي.
في 7 أغسطس 2015، تم الإعلان عن ميلنر كقائد ثاني للفريق.
لعب ميلنر أول مباراة تنافسية له مع النادي في فوز 1-0 ضد نادي ستوك سيتي ب‍ملعب بريطانيا.
قاد ميلنر ليفربول للمرة الأولى في ظهوره الثالث مع النادي، بمباراة إنتهت بالتعادل 0-0 مع نادي آرسنال.
في 26 سبتمبر 2015، سجل هدفه الأول مع ليفربول في الفوز 3-2 ضد ناديه السابق أستون فيلا على ملعب أنفيلد.
ظهر في نهائي الدوري الأوروبي 2016 في نهاية موسمه الأول مع النادي والتي إنتهب بالخسارة 3-1 أمام نادي إشبيلية.
أنهى ميلنر موسمه الأول مع نادي ليفربول بتسجيله سبعة أهداف في جميع المسابقات.
في 19 مارس 2017، سجل ميلنر هدف التعادل لنادي ليفربول 1–1 ضد ناديه السابق مانشستر سيتي.  وبذلك، حطم رقمًا قياسيًا في الدوري الإنجليزي الممتاز وهو لعب أكبر عدد من المباريات التي سجلها دون أن يخسر وهم 47 مباراة.
في 4 أبريل 2018، عادل الرقم القياسي في التمريرات الحاسمة في دوري أبطال أوروبا (8 تمريرات حاسمة) من خلال صناعة هدف أليكس أوكسليد-تشامبرلين ضد مانشستر سيتي في ذهاب ربع النهائي.
في 24 أبريل 2018، حطم ميلنر هذا الرقم القياسي، ليصبح أول لاعب في تاريخ دوري أبطال أوروبا يقدم 9 تمريرات حاسمة في موسم واحد، حيث صنع الهدف الثاني لـ‍روبرتو فيرمينو خلال مباراة الذهاب في نصف النهائي لدوري أبطال أوروبا والتي إنتهت بالفوز 5-2 ضد نادي روما.
في نوفمبر 2018، سجل ميلنر هدفه الخمسين في بطولة الدوري الإنجليزي الممتاز خلال تعادل 1-1 مع نادي أرسنال.
في الشهر التالي، أصبح ميلنر اللاعب الثالث عشر (وثاني أصغر لاعب بعد زميله السابق في فريق أستون فيلا ومانشستر سيتي وإنجلترا غاريث باري) في تاريخ الدوري الإنجليزي الممتاز ليصل إلى 500 مباراة، خلال الفوز 4-0 ضد نادي بورنموث.
في 1 يونيو 2019، فاز ميلنر بأول لقب له في بطولة دوري أبطال أوروبا، حيث جاء كبديل في المباراة النهائية ضد توتنهام، حيث فاز ليفربول بنتيجة 2-0 في نهائي دوري أبطال أوروبا 2019.
في 14 أغسطس 2019، فاز ميلنر بأول كأس السوبر الأوروبي، حيث بدأ المباراة ضد تشيلسي، بصفته حاملًا لدوري أبطال أوروبا كأس السوبر الأوروبي 2019 الفائز بالدوري الأوروبي بركلات الترجيح في مدينة إسطنبول.
في ديسمبر 2019، وقع ميلنر عقدًا جديدًا يُقال إنه يبقيه في النادي حتى عام 2022، على الرغم من أن ليفربول لم يحدد مدة العقد.
في وقت لاحق من ذلك الشهر، جاء ميلنر كبديل حيث فاز ليفربول بكأس العالم للأندية لأول مرة في تاريخ النادي، بفوزه على نادي فلامنغو بنتيجة 1-0 في نهائي كأس العالم للأندية 2019.
في 25 يونيو 2020، توج ميلنر بلقب الدوري الإنجليزي الممتاز للمرة الثالثة والأول له مع نادي ليفربول.
لم يكن ميلنر لاعبًا أساسيًا خلال موسم 2020–2021 جمعت 11 مباراة كأساسي فقط وشارك في 26 مباراة في جميع المسابقات. نتيجة لذلك، أنهى أول موسم له بدون تسجيل أي أهداف في مسيرته. ظل لاعباً مهماً في الفريق حيث تغلب ليفربول على عدة صعوبات ليحتل المركز الثالث، متأهلًا للموسم التالي من دوري أبطال أوروبا وذلك في اليوم الأخير من الموسم.
في 16 فبراير 2022، جاء ميلنر كبديل في الفوز 2–0 دوري أبطال أوروبا أمام إنتر ميلان ليحقق بذلك مباراته رقم 800 على مستوى الأندية.
في 27 فبراير 2022، سجل ميلنر أول ركلة جزاء لليفربول في ركلات الترجيح في الفوز ب‍نهائي كأس رابطة الأندية الإنجليزية على نادي تشيلسي. في 14 مايو 2022، سجل ميلنر مرة أخرى أول ركلة جزاء لليفربول من ركلات الترجيح في فوز نهائي كأس الاتحاد الإنجليزي 2022 على تشيلسي. في 6 يونيو 2022، وقع ميلنر على تمديد عقده لمدة عام واحد مع النادي.
في 5 أكتوبر 2022، حقق مباراته رقم 300 مع ليفربول في الفوز 2–0 على نادي رينجرز في مباراة ب‍دوري أبطال أوروبا. في 12 نوفمبر 2022، شارك ميلنر كبديل أمام نادي ساوثهامبتون ليحقق مباراته رقم 600 في الدوري الإنجليزي الممتاز.

## مسيرته الدولية

### فترة الشباب

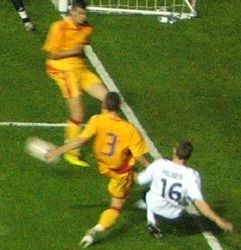
ميلنر (يمين) يلعب مع إنجلترا تحت 21

بعد تمثيل إنجلترا في مستوي أقل من 15 عامًا وتحت 17 عامًا، تمت ترقية ميلنر إلى مستوى أقل من 20 عامًا وتم استدعاؤه للمشاركة في بطولة العالم للشباب 2003، ولكن تم استدعاؤه من قبل ليدز يونايتد قبل 4 أيام من المباراة الافتتاحية. لم يمكث طويلًا حتى استدعاه المدير الفني لفريق تحت 21 عامًا بيتر تايلور للانضمام إلى منتخب إنجلترا تحت 21 عامًا وظهر ميلنر لأول مرة ضد السويد في 30 مارس 2004.
سجل ميلنر هدفًا لفريق لإنجلترا تحت 21 خلال موسم 2004–05 في مباراة بالتصفيات المؤهلة ل‍بطولة أوروبا تحت 21 سنة لكرة القدم 2007، وذلك أمام ويلز وصنع هدفًا ليسجلها دارين بينت وبذلك تنتهي المباراة بالفوز بنتيجة 2–0. على الرغم من مشاكل ناديه، إلى أنه واصل التألق مع المنتخب، وسجل هدف الفوز لإنجلترا تحت 21 في الفوز 3–2 على سويسرا. ضمن الفوز للمنتخب الإنجليزي مكانًا في المرحلة الفاصلة من تصفيات بطولة أوروبا تحت 21 سنة 2007.
في يونيو، تنافس ميلنر مع منتخب إنجلترا في بطولة أوروبا تحت 21 سنة لكرة القدم لعام 2007. لعب في جميع مباريات إنجلترا الأربع وتم إقصاؤه في نصف النهائي أمام هولندا، حُسمت المباراة من خلال ركلات الترجيح، وسجل ميلنر ركلتان وخسرت إنجلترا بنتيجة 13–12. تم استدعاء ميلنر في التشكيلة لمباراة ودية أمام رومانيا، والتي انتهت بالتعادل 1–1. بعد شهر، سجل ميلنر رقماً قياسياً مع إنجلترا تحت 21 سنة حيث حقق مباراته الثلاثين للفريق في الفوز 3–0 على الجبل الأسود. تاريخيًا، لم يقدم اللاعبون الذين شاركوا في العديد من مباريات إنجلترا تحت 21 الأداء المرجو منه مع المنتخب الأول، مما دفع البعض إلى الشك فيما إذا كان ميلنر سيكون قادرًا على تحقيق النجاح مع المنتخب الأول أم لا. في أكتوبر، سجل هدف في الفوز 3–0 على جمهورية أيرلندا. سجل في مباراة العودة وانتهت المباراة أيضًا بنتيجة 3–0.
استمر ميلنر في لعب بانتظام وكان اللاعب الوحيد، جنبًا إلى جنب مع جو هارت والقائد ستيفن تايلور، الذين لعبوا في جميع المباريات في التصفيات المؤهلة لبطولة أوروبا تحت 21 سنة 2009. في صيف عام 2009، كان في التشكيلة النهائية المكونة من 23 لاعباً تحت 21 سنة في بطولة أوروبا تحت 21 سنة لكرة القدم 2009 المقامة في السويد. كان له دور في تسجيل هدف الفوز عن طريق ميكاه ريتشاردز حيث بدأت الهجمة من عند ميلنر وذلك أمام فنلندا، وقال المدير الفني ستيوارت بيرس بعد المباراة، "الظهير العصري يمكنه التقدم والتراجع في الملعب وأدركت أن [ميلنر] سيكون مرتاحًا في هذا الدور ". في مباراة إنجلترا الثانية ضد إسبانيا، سدد ميلنر ركلة جزاء ولكن تصدى لها سيرجيو أسينخو، وسجل هدف إنجلترا الثاني وانتهت المباراة بالفوز 2–0. واجهت إنجلترا صاحب الأرض السويد في نصف النهائي. بعد انتهاء المباراة بالتعادل 3–3، كان يجب التوجه إلى ركلات الترجيح. كان ميلنر هو اللاعب الإنجليزي الوحيد الذي أضاع ركلته بعد أن انزلق قبل أن يسدد الكرة، مما تسبب في تجاوز الكرة للعارضة. فازت إنجلترا بركلات الترجيح بنتيجة 5–4 لتتأهل إلى النهائي لأول مرة منذ 25 عامًا. خسرت إنجلترا المباراة النهائية أمام ألمانيا 4–0 وقال ميلنر بعد المباراة إن الفريق كان يتألم في المباراة وأن الطريقة التي خسر بها الفريق لم تكن جيدة بما فيه الكفاية. كانت المباراة النهائية هي آخر مباراة له مع فريق تحت 21 عامًا. عدد مبارياته والتي وصلت إلى 46 في مستوى أقل من 21 عامًا هو رقم قياسي على المستوى الوطني.

### فترة الاحتراف

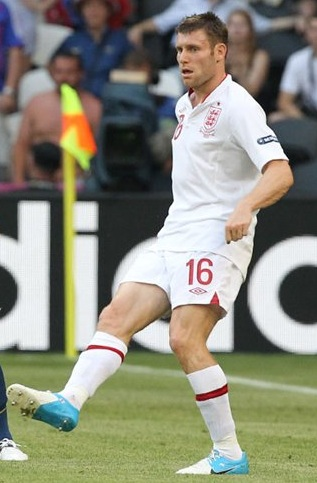
ميلنر يلعب مع إنجلترا في بطولة أمم أوروبا 2012

في أغسطس 2009، ظهر ميلنر لأول مرة مع منتخب إنجلترا الأول، حيث جاء كبديل في مباراة ودية أمام هولندا في أخر 23 دقيقة من عمر المباراة والتي انتهت بنتيجة 2–2. لعب مرة أخرى مع إنجلترا في الشهر التالي أمام سلوفينيا في مباراة ودية أخرى وظهر لأول مرة في المنافسة بعد أربعة أيام في مباراة ب‍تصفيات كأس العالم 2010 أمام كرواتيا، حيث لعب الدقائق التسع الأخيرة. فازت إنجلترا بالمباراة بنتيجة 5–1 لتضمن التأهل إلى كأس العالم 2010 المقامة ب‍جنوب أفريقيا. تم اختياره في التشكيلة النهائية المكونة من 23 لاعباً لنهائيات كأس العالم في جنوب إفريقيا وتم اختياره كأساسي في أول مباراة لمنتخب إنجلترا في البطولة أمام الولايات المتحدة، على الرغم من أنه تم استبداله بعد 30 دقيقة من عمر المباراة. في مباراة إنجلترا الثالثة ضد سلوفينيا، صنع الهدف الوحيد في المباراة بتمريرة عرضية ل‍جيرمين ديفو. حمل شارة القيادة لإنجلترا للمرة الأولى في آخر 10 دقائق من المباراة في خسارة 2–1 ضد فرنسا في 17 نوفمبر 2010، عندما كان كل من ريو فرديناند وستيفن جيرارد قد تم استبداله.
لعب ميلنر ست مباريات خلال التصفيات ل‍بطولة أمم أوروبا 2012، وقام المدير الفني روي هودسون باختياره في التشكيلة المكونة من 23 لاعبًا للبطولة. بدأ ميلنر أول مباراة لهودسون في تدريب الفريق، حيث فاز 1–0 وديًا على النرويج.
بدأ جميع مباريات إنجلترا في دور المجموعات حيث أنهى منتخب الأسود الثلاثة صدارة المجموعة D وتأهل إلى دور ربع النهائي. لعب كأساسي لكن تم استبداله في الدقيقة 60 حيث تم إقصاء إنجلترا أمام إيطاليا بركلات الترجيح.
في 7 سبتمبر 2012، سجل ميلنر هدفه الدولي الأول والوحيد في مسيرته في الفوز 5–0 خارج أرضه على مولدوفا خلال تصفيات كأس العالم 2014.
كان ميلنر ضمن تشكيلة المدير الفني هودسون والتي ستلعب في كأس العالم 2014 المقامة في البرازيل. ومع ذلك، فشل ميلنر في التواجد في التشكيلة الأساسية، حيث حل بديلاً في أخر مباراة بدور المجموعات ضد كوستاريكا بعد أن تم إقصاء إنجلترا بالفعل، وانتهت المباراة بالتعادل 0–0.
كان ميلنر جزءًا من تشكيلة منتخب إنجلترا في بطولة أمم أوروبا 2016، ولكن مرة أخرى لم يتمكن من اللعب كأساسي، حيث لعب ميلنر خمس دقائق فقط في دور المجموعات، ودخل كبديل ضد روسيا، ولم يلعب في خسارة إنجلترا أمام آيسلندا في دور الـ16.
في 5 أغسطس 2016، أعلن ميلنر اعتزاله الدولي بعد مناقشة ذلك القرار مع مدرب إنجلترا الجديد سام ألاردايس.
قام المدير الفني لإنجلترا غاريث ساوثغيت بالتحدث إلى ميلنر لمعرفة مدى جاهزيته للعب في كأس العالم 2018 المقامة ب‍روسيا، ولكن ميلنر رفض العودة إلى المنتخب وشكره على هذا الحديث.

## أسلوب لعبه

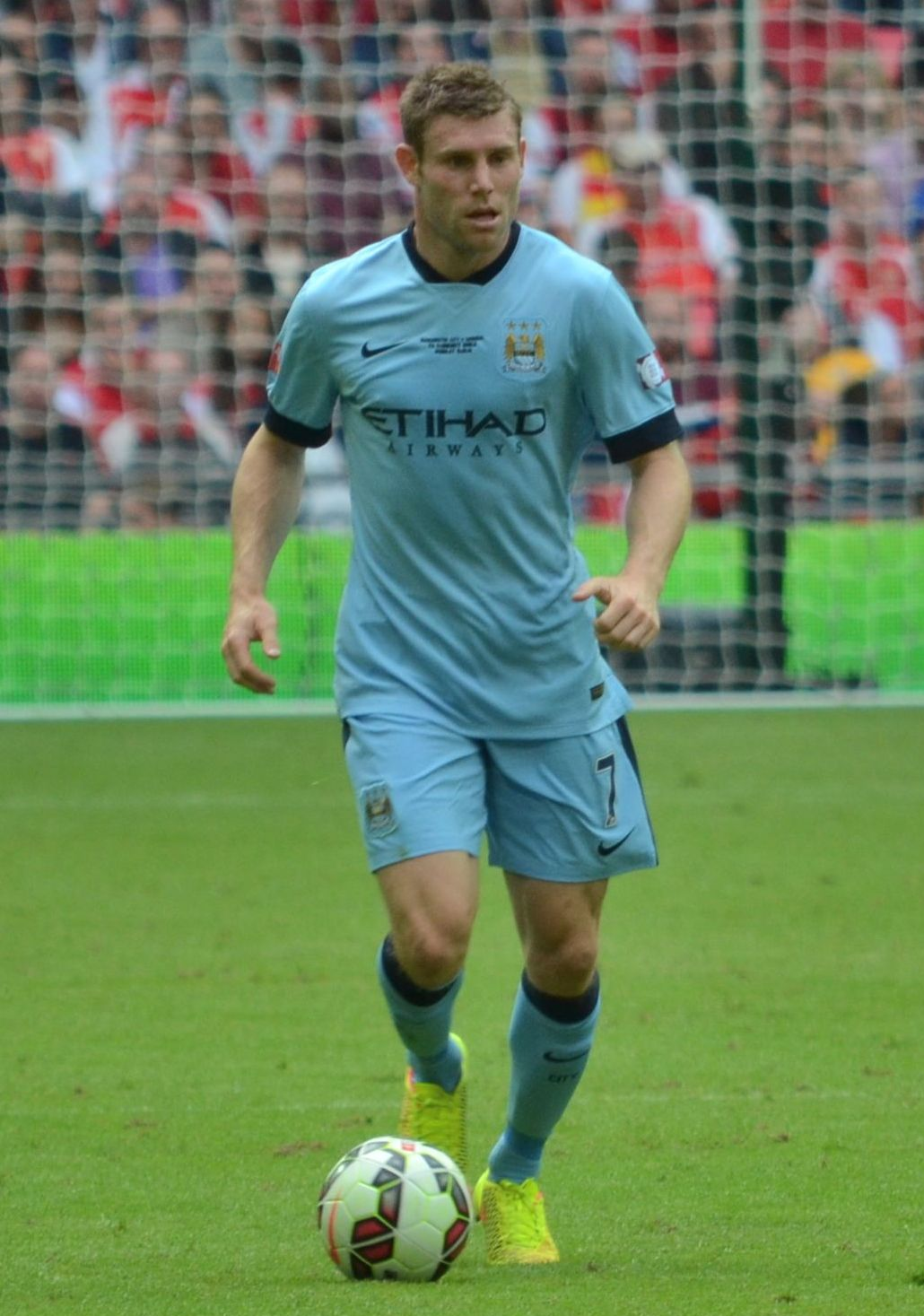
ميلنر يلعب مع مانشستر سيتي في درع الاتحاد الإنجليزي 2014

يشتهر ميلنر بتعدد مراكزه. في مسيرته الكروية، لعب ميلنر دور الوسط المحوري، و‌الوسط الدفاعي و‍الوسط المهاجم، وباعتباره ظهير فيمكنه اللعب في مركز الجناح، لكن المركز المفضل بالنسبة لميلنر أن يلعب كلاعب وسط. خلال الفترة التي قضاها في ليدز يونايتد، لعب ميلنر في الغالب كجناح، قبل أن ينتقل إلى وسط الملعب خلال الفترة التي قضاها في أستون فيلا.
ميلنر لاعب كرة قدم مكافح. نتيجة لذلك، فإن دوره الأساسي في الفريق هو كلاعب خط وسط جناح يخلق فرص التهديف. على الرغم من أن ميلنر لا يسجل العديد من الأهداف ، إلا أنه يتمتع بسجل جيد في تقديم تمريرات حاسمة، مما جعله يحتل المرتبة الثامنة بعدد التمريرات الحاسمة في تاريخ الدوري الإنجليزي الممتاز بتقديمه لـ80 تمريرة حاسمة. قال نولبرتو سولانو، زميل ميلنر أثناء لعبه مع ليدز يونايتد، إنه بسبب قدرته، سيصبح ميلنر "لاعباً مهماً في الفريق". بعد انتقاله إلى نيوكاسل يونايتد، بدأ اللعب أكثر كجناح. حيث كان يستطيع اللعب في كلا الجناحين. كان يتم وضعه أحيانًا ك‍مهاجم وكظهير أيمن طارئ بشكل عام إذا حدث أي إصابات بالفريق. وصفه مانويل بيليغريني، المدير الفني أثناء تواجد ميلنر في مانشستر سيتي، بأنه اللاعب الإنجليزي الأكثر اكتمالاً في كرة القدم الحديثة، مشيدًا بقدرته والتزامه بالتدريب ومستوى أدائه وأنه لاعب متعدد المراكز.
ميلنر لديه القدرة على التمرير بدقة والتسديد على المرمى من مسافة بعيدة. نتيجة لذلك، يتقدم غالبًا لتنفيذ الركلات الركنية والركلات الحرة. هناك آراء فيما يتعلق بقدرة ميلنر على القيام بالعرضيات. بينما انتقد بعض المعلقين قدرته في هذا المجال، قال صحفيون آخرون إن ميلنر يمكنه القيام بعرضيات دقيقة.
وُصف ميلنر، في الفترة التي قضاها مع نيوكاسل يونايتد، وذلك على الموقع الرسمي بأنه "قارئ جيد للعبة". هذا الإدراك يسمح له بتمرير الكرة من عدة مواضع إلى زملائه، بالإضافة إلى منحه الثقة لمواجهة المدافعين. قرائته للألعاب واستعداده للتمرير في سن 17 عامًا يجعله ذلك كما لو كان لاعبًا ناضجًا في مثل هذا العمر.
تحت قيادة يورغن كلوب، أمضى ميلنر موسم 2016–2017 كله يلعب في مركز الظهير الأيسر لنادي ليفربول. صرح ميلنر أنه لم يستمتع باللعب كظهير أيسر ولكنه قال أيضًا: "يتعلق الأمر بكل ما هو أفضل للفريق وفي النهاية أريد فقط أن أكون موجود وألعب المباريات وأساهم وأساعد نادي كرة القدم هذا." لعب أيضًا دور الوسط الدفاعي وفي دور الوسط المحوري في بعض الأحيان، حيث أشاد في وسائل الإعلام بديناميكيته وطاقته ومعدل عمله وأدائه. في عام 2015، أدرجت صحيفة "تلغراف" اسمه في المرتبة السابعة في قائمتهم لـ"أفضل 20 لاعب كرة قدم مهضوم حقهم على الإطلاق"، حيث أضافت الصحيفة بأنه لاعب يعمل بجد ويتمتع بالذكاء في الملعب.

## حياته الشخصية
ميلنر متزوج من إيمي فليتشر. للزوجين طفلان ابنة وابن. تعلم ميلنر التحدث ب‍اللغة الإسبانية من أجل التواصل بشكل أفضل مع زملائه الذين يتحدثون الإسبانية، ويتحدث إلى أطفاله باللغة الإسبانية فقط للتأكد من أنهم يتعلمون اللغة أيضًا.
أنشأ ميلنر مؤسسة جيمس ميلنر، التي تحمل عنوان الكرة السنوية لجمع الأموال لأسباب خيرية مختلفة. كما أنه لا يشرب الكحولات.
تم منح ميلنر رتبة الإمبراطورية البريطانية في تكريمات عيد الميلاد 2022 لما قدمه في اتحاد كرة القدم والجمعيات الخيرية.

## روابط خارجية
- جيمس ميلنر على موقع الاتحاد الدولي (مؤرشف)  (الإنجليزية)
- جيمس ميلنر على موقع الاتحاد الأوربي (الإنجليزية)
- جيمس ميلنر على موقع قاعدة بيانات كرة القدم.إي يو (الإنجليزية)
- جيمس ميلنر على موقع ليكيب (الفرنسية)
- جيمس ميلنر على موقع ناشيونال فوتبول تيمز (الإنجليزية)
- جيمس ميلنر على موقع Soccerbase.com (لاعب) (الإنجليزية)
- جيمس ميلنر على موقع Soccerway.com (الإنجليزية)
- جيمس ميلنر على موقع عالم كرة القدم.نت (الإنجليزية)
- جيمس ميلنر على موقع AS.com (الإسبانية)